# Gordon Coates
Joseph Gordon Coates, né le 3 février 1878 sur la ferme de ses parents dans le district de Kaipara dans le nord de la Nouvelle-Zélande et mort le 27 mai 1943 à Wellington, est un homme d'État néo-zélandais. Membre du Parti de la réforme (en) (conservateur), il est Premier ministre du 30 mai 1925 au 10 décembre 1928. Marqué par un esprit pratique, il rejette dans l'ensemble les idéologies de partis, et sait travailler avec des membres d'autres bords. Parfois progressiste, il est connu pour son comportement informel et familier.

## Jeunesse
Il est le fils aîné d'un immigré anglais issu de la petite noblesse, et d'une immigrée irlandaise, et naît sur la ferme qu'ils ont établie au nord d'Auckland. Il est scolarisé à l'école locale, et éduqué par sa mère et par une gouvernante. Sa mère veille à ce que la Bible occupe une place de choix dans son éducation. À la fin du XIXe siècle, son père étant malade, il gère la ferme avec son frère Rodney. Il grandit dans cette petite communauté rurale relativement isolée, mais proche de communautés maori, qu'il fréquente. Il entreprend une liaison avec une femme maori, dont il a deux enfants. Leur fils meurt en bas âge ; leur fille est élevée par sa mère lorsque Gordon Coates rompt la relation et se lance en politique. Il épouse par la suite Marjorie Coles en août 1914 ; le couple aura cinq filles.

## Carrière politique

### Débuts
Il est élu membre du conseil du comté d'Otamatea en 1905, et le préside de 1913 à 1916. Aux élections législatives de décembre 1911, il est élu député de la circonscription de Kaipara à la Chambre des représentants. Il est élu sans étiquette, mais est proche des Libéraux, et siège sur les bancs de la majorité du premier ministre libéral Joseph Ward. Les Libéraux ne soutenant pas (à ses yeux) les intérêts fonciers des fermiers, il rejoint le camp des conservateurs, qui en juillet 1912 sont soutenus par suffisamment de députés pour prendre le pouvoir. William Massey, du Parti de la réforme, devient premier ministre. Aux élections de 1914, Gordon Coates conserve son siège, cette fois avec l'étiquette du parti de la réforme. Néanmoins, il est « l'un des députés les moins partisans », conservant des amis parmi les Libéraux.

### Ministre (1919-1925)
Fervent partisan de l'Empire britannique, il souhaite partir au front lorsque éclate la Première Guerre mondiale. Massey, qui n'a conservé qu'une très courte majorité aux élections de 1914, et a donc besoin de tous ses députés, le lui interdit. Il part finalement pour le front en novembre 1916, participe activement aux combats en France, et est décoré de la Croix militaire en janvier 1917. De retour en Nouvelle-Zélande après la guerre, il est nommé ministre de la Justice dans le gouvernement Massey le 2 septembre 1919. Il est également ministre chargé de la poste et des télégraphes. À l'âge de 41 ans, il est le plus jeune ministre du gouvernement. En mars 1920, il est nommé ministre des Travaux publics, puis également ministre des Chemins de fer en juin 1923. Il s'avère efficace, gérant la finalisation de la construction des principaux réseaux ferrés du pays, ainsi que mise en place d'un meilleur réseau routier, malgré la baisse des recettes publiques engendrée par une période de récession.

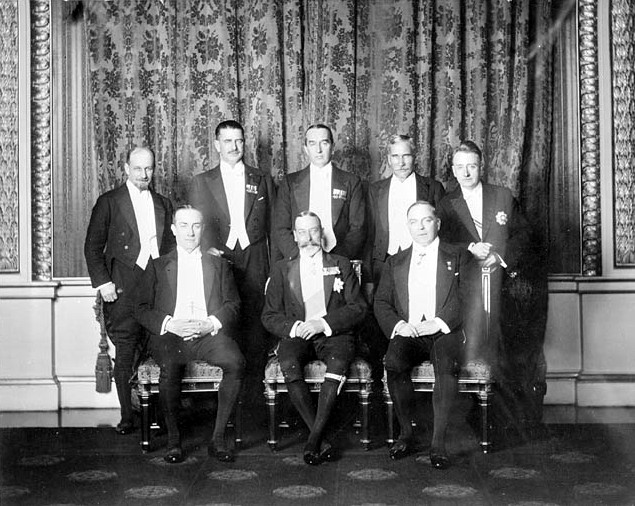
Gordon Coates (debout, deuxième en partant de la gauche) à la Conférence impériale de 1926 à Londres, qui entérine l'indépendance de facto des dominions. Sont également présents le roi George V (assis au centre) et les premiers ministres de Terre-Neuve, d'Australie, d'Afrique du Sud, d'Irlande, du Royaume-Uni, et du Canada.

En mars 1921, il est nommé ministre des Affaires indigènes. Ayant grandi au contact de Maori, il comprend bien leur langue, et leurs revendications au sujet de la confiscation de leurs terres dans les années 1860. Appuyé par son proche ami le député maori Apirana Ngata (qui est pourtant membre du Parti libéral), il met en place une commission pour compenser les tribus affectées. Il fait aussi adopter une loi (Maori Arts and Crafts Act) pour préserver et encourager la production artistique et artisanale autochtone.

### Premier ministre (1925-1928)
William Massey décède le 10 mai 1925, et le Parti de la réforme choisit Gordon Coates pour lui succéder au poste de premier ministre, le 30 mai. Paraissant moderne, sympathique et détendu, il emmène son parti à une large victoire aux élections en novembre. Il ne parvient toutefois pas à apporter de réponse à la récession, qui frappe entre autres les fermiers. En réponse aux difficultés financières de nombreuses familles, il introduit en 1926 des allocations familiales. Cette mesure, qui correspond davantage au programme des Libéraux, agace bon nombre de ses électeurs. Il perd les élections de novembre 1928, et devient chef de l'opposition face à Joseph Ward, redevenu premier ministre.

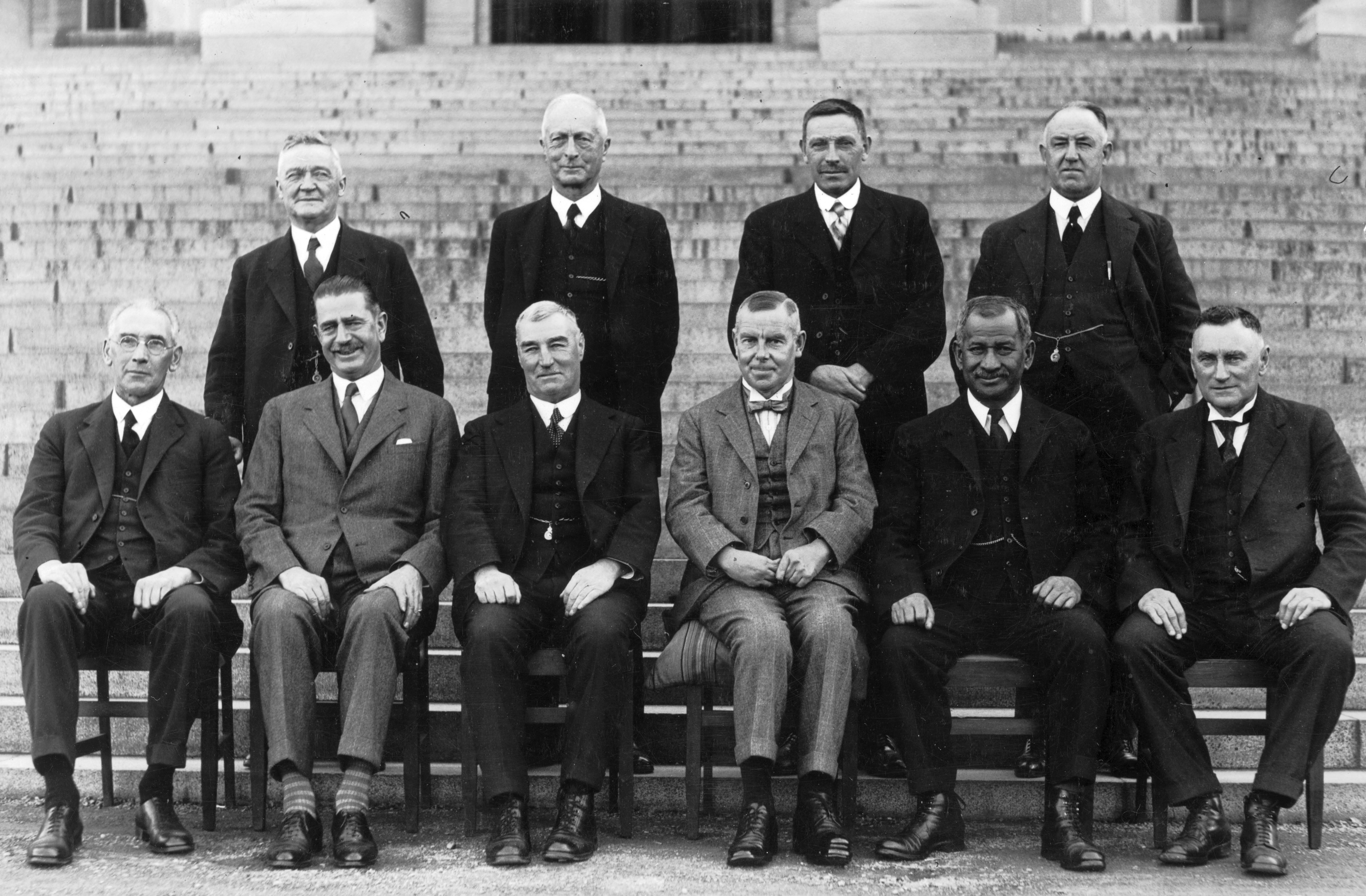
Gordon Coates (assis, deuxième en partant de la gauche) au sein du gouvernement de coalition de George Forbes en 1931. Forbes est assis à sa gauche (troisième en partant de la gauche). Assis deuxième en partant de la droite est son ami Apirana Ngata, ministre des Affaires indigènes.

### Ministre à nouveau (1931-1935, 1940-1943)
La Nouvelle-Zélande fait désormais l'expérience du tripartisme, entre le Parti unifié, nouvelle mouture des Libéraux, le Parti de la réforme, et le Parti travailliste, socialiste. Les deux partis anti-socialistes s'unissent en une coalition en septembre 1931. George Forbes, du Parti unifié, reste premier ministre, mais la plupart des ministères reviennent aux Réformistes. Le 22 septembre, Coates est ministre des Travaux publics, des Transports et de l'Emploi. La Grande Dépression frappe durement le pays. Coates souhaite faciliter l'accès des chômeurs à des terres en milieu rural, pour qu'ils puissent se reconvertir en petits fermiers, mais il n'est pas soutenu par ses collègues. Il devient très impopulaire, l'opinion publique l'accusant de ne rien faire pour les chômeurs et les pauvres.
En juillet 1932, il est à la tête de la délégation néo-zélandaise à la conférence impériale cruciale d'Ottawa - rencontre des gouvernements britannique, canadien, australien, néo-zélandais, sud-africain, irlandais, indien et rhodésien pour traiter notamment de la crise économique. Coates « joue un rôle clef dans les discussions », qui débouchent sur les accords d'Ottawa. Les dominions, nations autonomes au sein de l'Empire britannique, obtiennent des privilèges commerciaux dans leurs relations avec la métropole impériale, confortant ainsi -entre autres- les producteurs néo-zélandais.
En janvier 1933, il est nommé ministre des Finances. Cette fois, il parvient à introduire et financer une mesure pour aider les chômeurs à s'installer en terre agricole. Il fait par ailleurs établir en 1934 une banque centrale, mi-publique et mi-privée : la Banque de réserve de la Nouvelle-Zélande. En 1935, il fait baisser les taux d'intérêt des prêts pour les fermiers. Une nouvelle fois, il suscite ainsi le mécontentement de conservateurs, qui l'accusent d'ingérence publique dans le marché. Coates, une nouvelle fois, fait comprendre qu'il n'a que faire de positionnement idéologiques. À cette date, il est la figure moteur du gouvernement, bien qu'il n'en soit pas officiellement à la tête.
Le nouveau Parti démocrate, établi en opposition à cette mesure, divise les électeurs conservateurs aux élections de 1935, et provoque la défaite du gouvernement. Coates conserve de justesse son siège de député, mais est désormais membre de l'opposition. Les élections de 1935 marquent un tournant historique pour le pays, avec la première victoire des Travaillistes. Le nouveau premier ministre, Michael Savage, met en place un État providence. Coates, pour sa part, se met quelque peu en retrait, bien qu'il critique activement le nouveau gouvernement au Parlement.

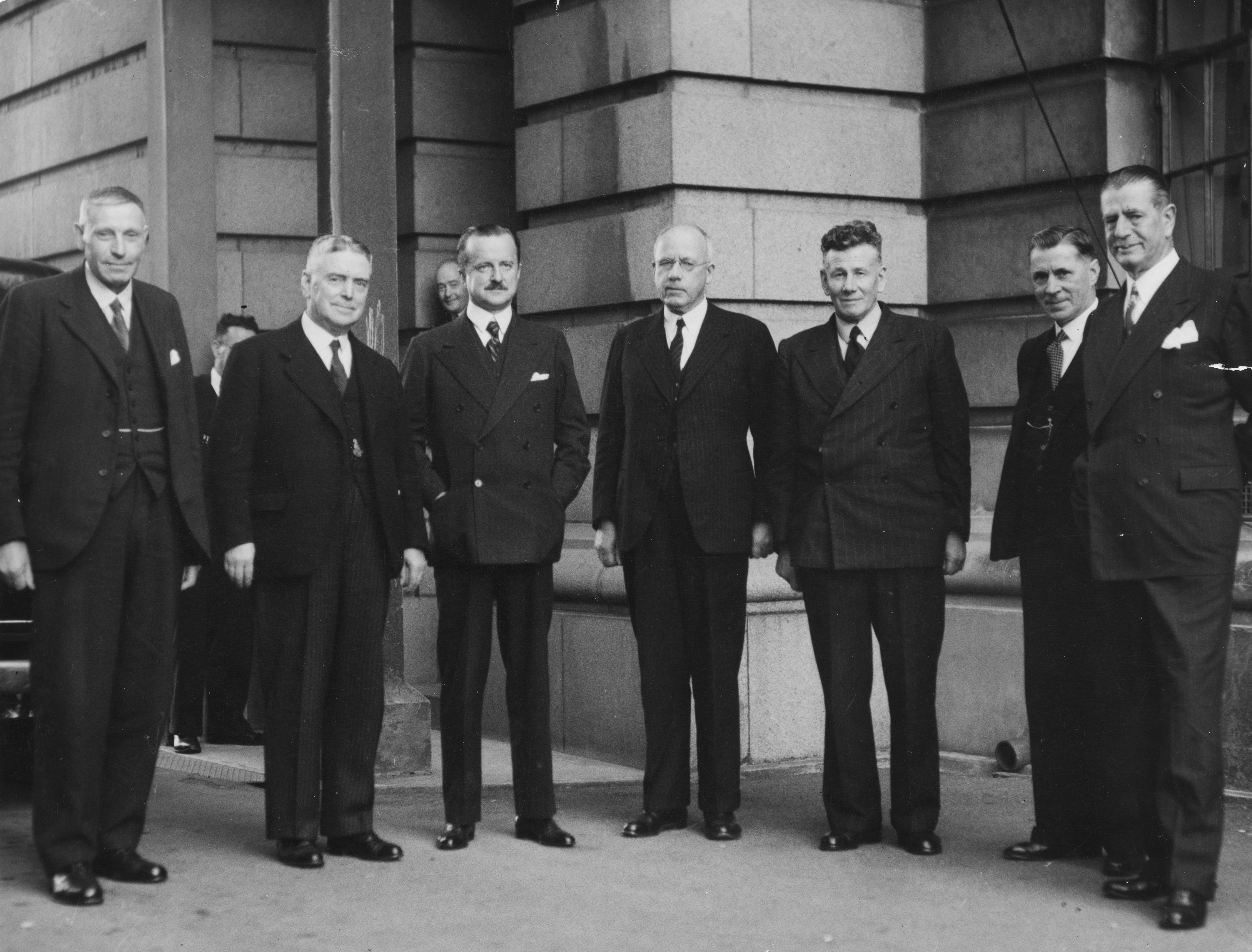
Gordon Coates (premier en partant de la droite) au sein du gouvernement travailliste de Peter Fraser en décembre 1941. (Fraser est au centre.)

En 1940, il se lie pourtant d'une proche amitié avec le nouveau premier ministre travailliste Peter Fraser, démontrant une nouvelle fois son peu d'intérêt pour les clivages de partis. Pour la direction du pays en temps de guerre, il propose un gouvernement de coalition. Fraser refuse, mais les deux hommes s'accordent sur la mise en place d'un conseil exécutif resserré de cinq membres : trois travaillistes et deux membres de l'opposition, dont Coates. Le 16 juillet, il se retrouve ainsi à nouveau au gouvernement. Travailleur, efficace et loyal, il devient populaire auprès des Travaillistes, tandis que ses anciens collègues conservateurs se distancient de lui. Le 30 juin 1942, il est nommé ministre des Forces armées et de la Coordination de la guerre. Sa rupture avec le Parti national, qui fédère désormais les opposants aux Travaillistes, est consommée. Il quitte le parti et siège sans étiquette au Parlement.
Il décède dans son bureau le 27 mai 1943, des effets d'un long tabagisme, de troubles cardiaques et d'épuisement. Ce sont ses collègues travaillistes qui portent alors son deuil, plus que ses anciens compagnons conservateurs. Peter Fraser loue en lui « un vrai ami et camarade, [et] un dirigeant intrépide ».